# Akogare (schip, 1993)
De Akogare is een Japanse stalen schoener die in 1992-1993 in Osaka gebouwd is. Het tallschip wordt gebruikt als opleidingsschip.